# Dmytro Nahijev
Dmytro Ruslanovyč Nahijev (in ucraino Дмитро Русланович Нагієв?; in azero Dmitri Ruslan oğlu Nağıyev; Bila Cerkva, 27 novembre 1995) è un calciatore ucraino naturalizzato azero, difensore dell'Ôzgôn.

## Carriera

### Club
Acquistato dal Dnipro nel 2012, ha esordito fra i professionisti il 20 novembre 2016 nella vittoria esterna per 2-1 in Prem"jer-liha contro il Vorskla. Ha segnato la sua prima rete con la squadra il 1º aprile 2017, nell'incontro di campionato vinto 1-0 contro lo Zirka. Al termine della stagione è rimasto svincolato ed è passato al Karabakh Vienna, in Regionalliga, la quarta divisione del campionato austriaco. Nel 2018 è stato ingaggiato dal Sumqayıt, dove però non è mai sceso in campo e poco dopo ha firmato per la squadra lituana dello Stumbras. Dopo un altro periodo da svincolato, nel 2020 è approdato in Moldavia alla Dinamo-Auto. Nel gennaio del 2021 è tornato in Azerbaigian al Sumqayıt. Nel 2022 è stato acquistato dall'Inhulec', club militante nella prima divisione ucraina.

### Nazionale
Tra il 2015 ed il 2016 ha giocato due partite con la nazionale azera Under-21, valide per le qualificazioni agli Europei di categoria.

## Statistiche

### Presenze e reti nei club
Statistiche aggiornate al 16 gennaio 2023.
| Stagione        | Squadra         | Campionato      | Campionato | Campionato | Coppe nazionali | Coppe nazionali | Coppe nazionali | Coppe continentali | Coppe continentali | Coppe continentali | Altre coppe | Altre coppe | Altre coppe | Totale | Totale |
| Stagione        | Squadra         | Comp            | Pres       | Reti       | Comp            | Pres            | Reti            | Comp               | Pres               | Reti               | Comp        | Pres        | Reti        | Pres   | Reti   |
| --------------- | --------------- | --------------- | ---------- | ---------- | --------------- | --------------- | --------------- | ------------------ | ------------------ | ------------------ | ----------- | ----------- | ----------- | ------ | ------ |
| 2016-2017       | Dnipro          | PL              | 13         | 1          | CU              | 1               | 0               |                    | -                  | -                  |             | -           | -           | 14     | 1      |
| ago. 2017-2018  | Karabakh Vienna | RL              | 15         | 1          | CA              | -               | -               |                    | -                  | -                  |             | -           | -           | 15     | 1      |
| ago.-dic. 2018  | Stumbras        | A               | 1          | 0          | CL              | 1               | 0               | UEL                | -                  | -                  |             | -           | -           | 2      | 0      |
| 2020-gen. 2021  | Dinamo-Auto     | DN              | 21         | 1          | CM              | 1               | 0               | UEL                | 1                  | 0                  |             | -           | -           | 23     | 1      |
| gen.-giu. 2021  | Sumqayıt        | PL              | 7          | 0          | CA              | 3               | 0               | UEL                | -                  | -                  |             | -           | -           | 10     | 0      |
| 2021-2022       | Sumqayıt        | PL              | 24         | 0          | CA              | 2               | 0               | UECL               | 2                  | 0                  |             | -           | -           | 28     | 0      |
| Totale Sumqayıt | Totale Sumqayıt | Totale Sumqayıt | 31         | 0          |                 | 5               | 0               |                    | 2                  | 0                  |             | -           | -           | 38     | 0      |
| 2022-2023       | Inhulec'        | PL              | 13         | 0          |                 | -               | -               |                    | -                  | -                  |             | -           | -           | 13     | 0      |
| Totale carriera | Totale carriera | Totale carriera | 94         | 3          |                 | 8               | 0               |                    | 3                  | 0                  |             | -           | -           | 105    | 3      |